# Antarctosaurus
Antarctosaurus ("jižní ještěr") byl obří sauropodní dinosaurus, který žil na území dnešní Jižní Ameriky (Argentina) před asi 88 až 80 miliony let. Pochybný obří druh A. giganteus byl objeven v sedimentech geologického souvrství Plottier.

## Rozměry
Nejdelší známé fosilní stehenní kosti řazené k tomuto rodu (v rámci druhu A. giganteus) měří kolem 235 cm, což by mohlo znamenat délku kolem 35 metrů a hmotnost asi 39,5, 69 nebo možná víc než 80 tun. Podle jiných odhadů byl dlouhý asi 33 metrů a dosahoval hmotnosti 9 slonů afrických (zhruba 50 tun). Tím by tento dinosaurus představoval jednoho z největších suchozemských živočichů vůbec, blížící se rozměry takovým gigantům, jako byl příbuzný Argentinosaurus nebo Puertasaurus. Nepatří však vzhledem k nekompletnímu materiálu k dobře známým dinosaurům. V roce 2019 odhadl Gregory S. Paul hmotnost tohoto druhu asi na 45 až 55 tun, což je zhruba o 20 tun méně než u odhadu pro argentinosaura.
Druh A. wichmannianus, známý ze sedimentů geologického souvrství Anacleto, byl pouze středně velkým sauropodem, dosahujícím délky kolem 17 až 18 metrů a hmotnosti asi 12 až 15 tun.